# Pișceane, Bobrîneț
Pișceane (în ucraineană Піщане) este un sat în comuna Sverdlove din raionul Bobrîneț, regiunea Kirovohrad, Ucraina.

## Demografie
Componența lingvistică a localității Pișceane
     Ucraineană (52,94%)
     Rusă (47,06%)
Conform recensământului din 2001, majoritatea populației localității Pișceane era vorbitoare de ucraineană (52,94%), existând în minoritate și vorbitori de rusă (47,06%).